# Tofa obodrycka
Tofa, Tove (X wiek) – księżniczka słowiańska i królowa duńska, córka księcia z plemienia Obodrzyców, Mściwoja.
Poślubiła króla duńskiego Haralda Sinozębego. Z małżeństwa tego pochodził prawdopodobnie syn, Swen Widłobrody. Imię Tofy pojawia się na kamieniu runicznym z Sønder Vissing, na którym został wyryty napis:

Tofa, córka Mściwoja, żona Haralda Dobrego, syna Gorma, wystawiła pomnik ku pamięci swej matki.